# 皇家阿维莱斯
皇家阿维莱斯足球俱乐部（西班牙語：Real Avilés CF），是一个位于西班牙西北部阿斯图里亚斯自治区港口城市阿维莱斯的足球俱乐部，成立于1903年。目前正在参加西班牙皇家足協乙組聯賽。
俱乐部的主场位于拉蒙·苏亚雷斯·普埃尔塔球场，此球場可以容纳约5,400人。